# Irkut
 For alternative betydninger, se Irkut (flertydig). (Se også artikler, som begynder med Irkut)
Irkut (russisk: Иркут, tr. Irkut) er en flod i Republikken Burjatien og Irkutsk oblast i Rusland og er Angaras venstre biflod. Irkut er 488 km lang. Flodens afvandingsareal på 15.000 km². Irkut fryser til fra slutningen af oktober til midten af november og er bundet af is til sidst i april eller først i maj. Byen Irkutsk ligger ved Irkuts udmunding i Angara.